# Wydział Neofilologii Uniwersytetu im. Adama Mickiewicza w Poznaniu
Wydział Neofilologii Uniwersytetu im. Adama Mickiewicza w Poznaniu (WN UAM) – jeden z 21 wydziałów Uniwersytetu im. Adama Mickiewicza w Poznaniu, kształcący studentów w kierunkach zaliczanych do nauk filologicznych (m.in. germańska, romańska i in.), na studiach stacjonarnych oraz niestacjonarnych. Dziekanat wydziału mieści się w budynku Collegium Novum przy al. Niepodległości 4, poza nim, wydział zajmuje również obiekty przy ul. 28 czerwca 1956 r. nr 198 i al. Niepodległości 24.
W roku akademickim 2012/2013 na wydziale kształciło się 4 255 studentów.
Zgodnie z zarządzeniem Rektora UAM z 15 grudnia 2011, w wyniku przekształcenia Instytutu Filologii Angielskiej z dniem 1 stycznia 2012 utworzono Wydział Anglistyki, jako 15. wydział UAM. Do 31 sierpnia 2012 wydział ten działał wyłącznie w zakresie tworzenia struktur organizacyjnych.
Wskutek zarządzenia Rektor UAM z 31 lipca 2023, z wydziału został wyodrębniony Instytut Etnolingwistyki, który został przekształcony w osobny Wydział Etnolingwistyki, jako 21. wydział UAM.

## Poczet dziekanów
1. prof. dr hab. Tadeusz Zgółka (1988–1996)
2. prof. dr hab. Stanisław Puppel (1996–2002)
3. prof. dr hab. Józef Paweł Darski (2002–2008)
4. prof. dr hab. Teresa Tomaszkiewicz (2008–2016)
5. dr hab. Aldona Sopata (2016–2020)
6. dr hab. Krzysztof Stroński (2020–2024)
7. dr hab. Andrzej Narloch (od 2024)

## Władze Wydziału
W kadencji 2024–2028:
| Stanowisko                     | Imię i nazwisko           |
| ------------------------------ | ------------------------- |
| Dziekan                        | dr hab. Andrzej Narloch   |
| Prodziekan ds. naukowych       | dr hab. Dominika Skrzypek |
| Prodziekan ds. studenckich     | dr hab. Tomasz Klimkowski |
| Prodziekan ds. organizacyjnych | dr hab. Agnieszka Błażek  |

## Struktura organizacyjna

### Instytut Filologii Germańskiej
Dyrektor: dr hab. Justyna Krauze-Pierz
- Zakład Historii Literatury Niemieckiej
- Zakład Literatury i Kultury Austriackiej
- Zakład Języka Niemieckiego
- Zakład Dydaktyki Języka Niemieckiego i Studiów Międzykulturowych
- Zakład Translatologii
- Zakład Niemieckiego Językoznawstwa Stosowanego i Translatoryki
- Pracownia Polsko-Niemieckich Stosunków Literackich i Teorii Mediów
- Pracownia Kultury Niemieckiego Obszaru Językowego
- Laboratorium Praktycznego Nauczania Języka Niemieckiego
- Laboratorium Zastosowań Technologii Informacyjnej w Filologii

### Instytut Filologii Wschodniosłowiańskich
Dyrektor: dr hab. Wawrzyniec Popiel-Machnicki
- Zakład Ekolingwistyki i Komunikologii
- Zakład Języka Rosyjskiego
- Zakład Komparatystyki Literacko-Kulturowej
- Zakład Literatury Rosyjskiej
- Zakład Pragmatyki Komunikacyjnej Języków Obcych
- Zakład Ukrainistyki
- Zakład Białorutenistyki

### Instytut Języków i Literatur Romańskich
Dyrektor: dr hab. Mirosław Loba
- Zakład Studiów Hispanistycznych
- Laboratorium Praktycznej Nauki Języka Hiszpańskiego
- Zakład Akwizycji Języka i Glottodydaktyki
- Zakład Językoznawstwa Romańskiego i Badań Kontrastywnych
- Zakład Literatury Francuskiej, Komparatystyki Literackiej i Badań nad Belgią Frankofońską
- Zakład Traduktologii i Badań nad Kanadą Frankofońską
- Pracownia Dydaktyki Kreatywności Językowej i Komunikacji Interkulturowej
- Laboratorium Praktycznej Nauki Języka Francuskiego
- Pracownia Rumunistyki
- Zakład Portugalistyki
- Zakład Językoznawstwa Włoskiego i Praktycznej Nauki Języka Włoskiego
- Zakład Literatury Włoskiej

### Instytut Lingwistyki Stosowanej
Dyrektor: dr hab. Danuta Wiśniewska
- Zakład Badań nad Wielojęzycznością
- Zakład Dydaktyki Języka Angielskiego
- Zakład Dydaktyki Kultury i Mediów
- Zakład Glottodydaktyki i Badań nad Interkulturowością
- Zakład Komunikacji Interkulturowej i Badań Ludologicznych
- Zakład Komunikacji Multimodalnej
- Zakład Studiów Kontrastywnych
- Zakład Lingwistycznych Studiów nad Przekładem
- Zakład Filologii Unikatowych
- Zakład Filologii Węgierskiej i Fińskiej

### Instytut Orientalistyki
Dyrektor: prof. dr hab. Estera Żeromska
- Zakład Arabistyki i Islamistyki
- Zakład Azji Południowej
- Zakład Japonistyki
- Zakład Literatury i Kultury Koreańskiej oraz Filologii Indonezyjsko-Malajskiej
- Zakład Polityki Językowej i Badań nad Mniejszościami
- Zakład Sinologii
- Zakład Turkologii

### Katedra Metodologii Lingwistyki
Kierownik: dr hab. Władysław Zabrocki

### Katedra Skandynawistyki
Kierownik: dr hab. Grzegorz Skommer